# 松岡荒村

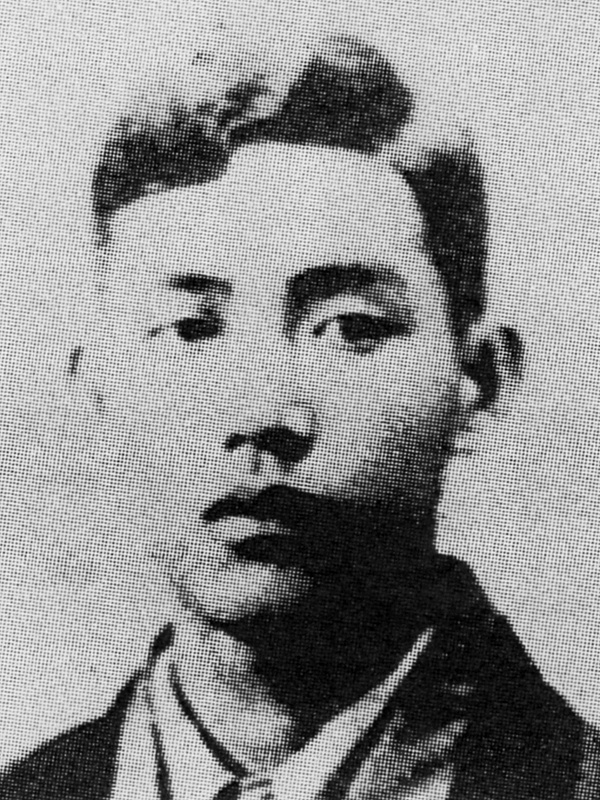
松岡荒村

松岡 荒村（まつおか こうそん、1879年（明治12年）5月8日 - 1904年（明治37年）7月23日）は、詩人、評論家。本名・悟、別名・暗濤蒼浪庵。最初の ｢君が代｣批判論者として知られる。西川文子の前夫。

## 概略
1879年（明治12年）、熊本県八代郡高田村（現・八代市平山新町）にて松岡喜三（蔵）の五男（9人兄弟の末子）として生まれる。本名は悟（さとる）。同志社尋常中学校ついで同志社高等学部を卒業し、早稲田大学に入学。北村透谷、田中正造、安部磯雄らの影響を受け、詩や評論を雑誌「社会主義」に発表した。貧困問題、足尾銅山鉱毒事件などに強い関心を持ち、社会主義運動の先駆けとして活動する。1904年（明治37年）、25歳で結核により没した。
夭折の翌年、彼の詩や評論は白柳秀湖ら友人により「荒村遺稿」として編纂・発行されたが、国家の秩序を乱すおそれがあると発禁処分となった。戦後再評価され、1962年（昭和37年）には天野茂により「松岡荒村・埋もれた明治の青春」というタイトルで、伝記が出版された。
代表作として、詩に「三つの聲」「月けぶる上の歌」、評論に「国歌としての『君が代』」がある。

## 親族
- 松岡家は中世より肥後国八代（現・熊本県八代市）において活躍してきた名望家の一族で、政治家の松岡長康は本家筋の親戚[7]。長康の妻（いとこ婚）、台湾新聞社、台湾炭業の社長を務めた松岡富雄[8]、社会主義新聞『熊本評論』発行人の松岡悌三[9]は荒村のいとこで、彼らの父の松岡長寛も県会議員で高田村村長[10]。
- 妻の西川文子は荒村没後、西川光二郎と再婚。文子の兄の妻は、与謝野晶子の妹。